# Michael Kristiansen
 For alternative betydninger, se Michael Christiansen (flertydig). (Se også artikler, som begynder med Michael Christiansen)
Michael Kristiansen (født 15. oktober 1962 i København) er en dansk politisk kommentator, journalist, og tidligere spindoktor og studievært. Han er partner og stifter af kommunikations- og public affairs virksomheden Kristiansen+Partners.

## Uddannelse
Kristiansen, der er opvokset på Vestamager, er uddannet journalist fra Danmarks Journalisthøjskole i 1989. Kristiansen har tidligere hævdet at have en uddannelse som mag.art. i film- og medievidenskab fra Københavns Universitet, hvilket bl.a. fremgår af omslaget på hans biografi om Niels Helveg Petersen fra 1996, men han har kun taget kurser på denne uddannelse.
I 2012 blev det afsløret, at Michael Kristiansen i sin ansøgning til Anders Fogh Rasmussen som personlig rådgiver kaldte sig cand.phil. i filmvidenskab fra Københavns Universitet, til trods for at han aldrig har færdiggjort uddannelsen.

## Karriere
Han begyndte som reporter på Weekendavisen i 1989 og har gennem sin karriere fungeret som redaktør på Berlingske Tidende, Politiken og Euroman, hvor han var 1989-93. Han foretog i 1997 et skift til kommunikationsbranchen, hvor han i perioden 1997-1998 besad jobbet som informationschef i Lægeforeningen. Derudover sad han 1998-1999 som partner i kommunikationsfirmaet Cobrus. Fra 1999-2001 var han pressechef i partiet Venstre, indtil han i 2001 blev særlig rådgiver for statsminister Anders Fogh Rasmussen, hvor han sammen med sin forgænger Henrik Qvortrup blev nogle af de første rådgivere, der for alvor blev kendt som såkaldte "spindoktorer". Netop Michael Kristiansen og Henrik Qvortrup tillægges ofte rollerne som de grå eminencer bag Anders Fogh Rasmussens politiske succes.[kilde mangler]
Michael Kristiansen valgte i 2005 at fratræde sit job som særlig rådgiver for statsministeren. Dette skete i forlængelse af, at Ekstra Bladet havde fundet frem til et ekstravagant forbrug af taxa og telefon på det offentliges regning øjensynligt begået af Michael Kristiansens kæreste. Michael Kristiansen har siden sin afsked med rollen som rådgiver for statsministeren, startet eget kommunikationsfirma og arbejder sideløbende for Danske Bank, hvor han pr. 1. oktober 2005 blev antaget som ekstern konsulent.
I 2007 blev han vært på TV 2 NEWS i programmerne 'Mogensen og Kristiansen' (2008-2013) og 'Tirsdagsanalysen' (2014-) 
sammen med Peter Mogensen, tidligere politisk rådgiver og direktør for Tænketanken Kraka.
Michael Kristiansen er desuden forfatter til en række politiske biografier og var sammen med journalisten Jakob Kvist idémand bag dokumentarfilmen Kandidaterne fra 1998 om kappestriden om statsministerposten mellem socialdemokraten Poul Nyrup Rasmussen og Venstres Uffe Ellemann-Jensen.
Han var gift med Mette Walsted Vestergaard fra 2011-2013. De blev forældre til en datter i 2010 og en søn i 2012.. Kristiansen har været gift to gange tidligere og har tre børn fra tidligere forhold.